# Brixton

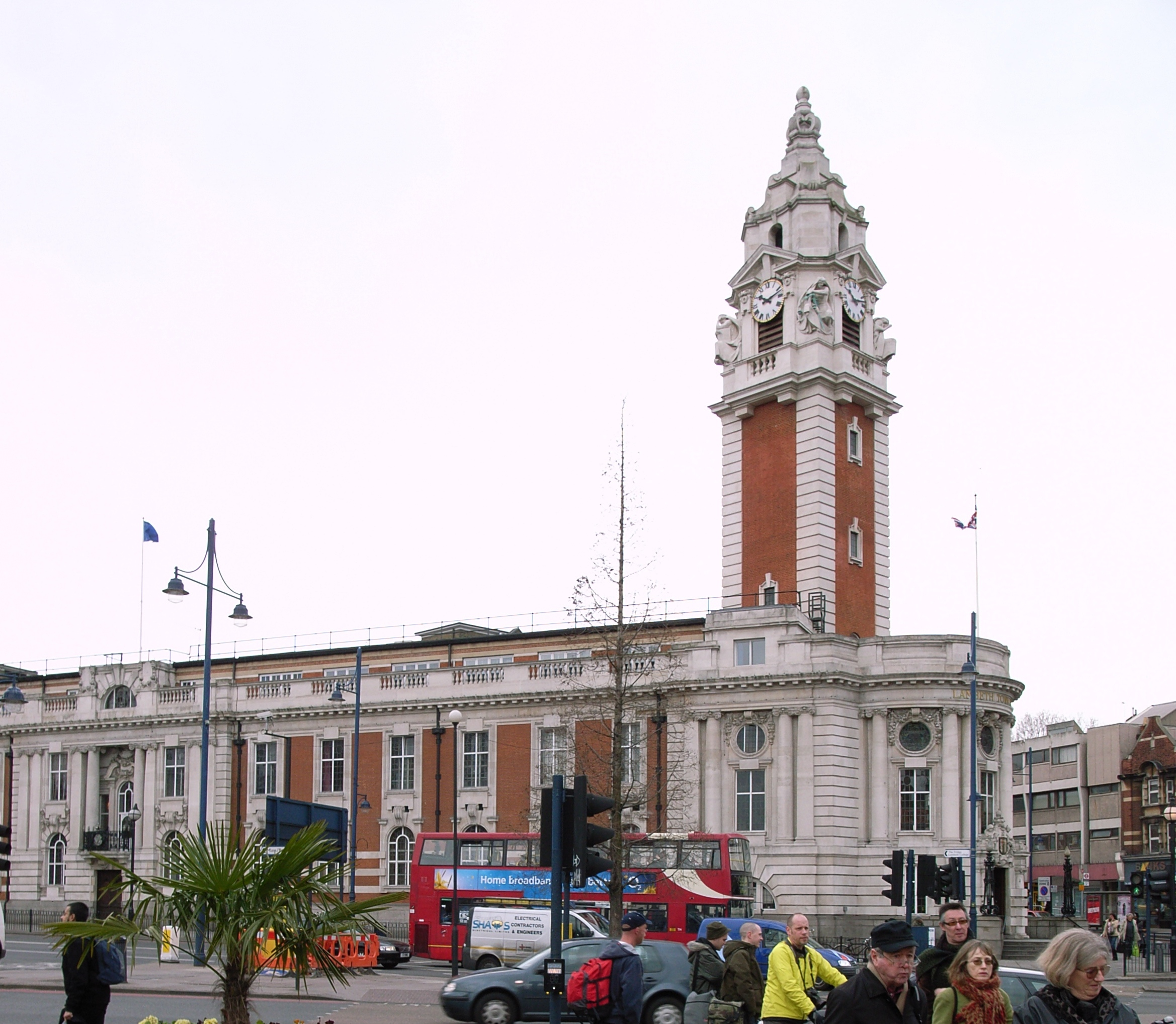
Lambeth Town Hall i Brixton

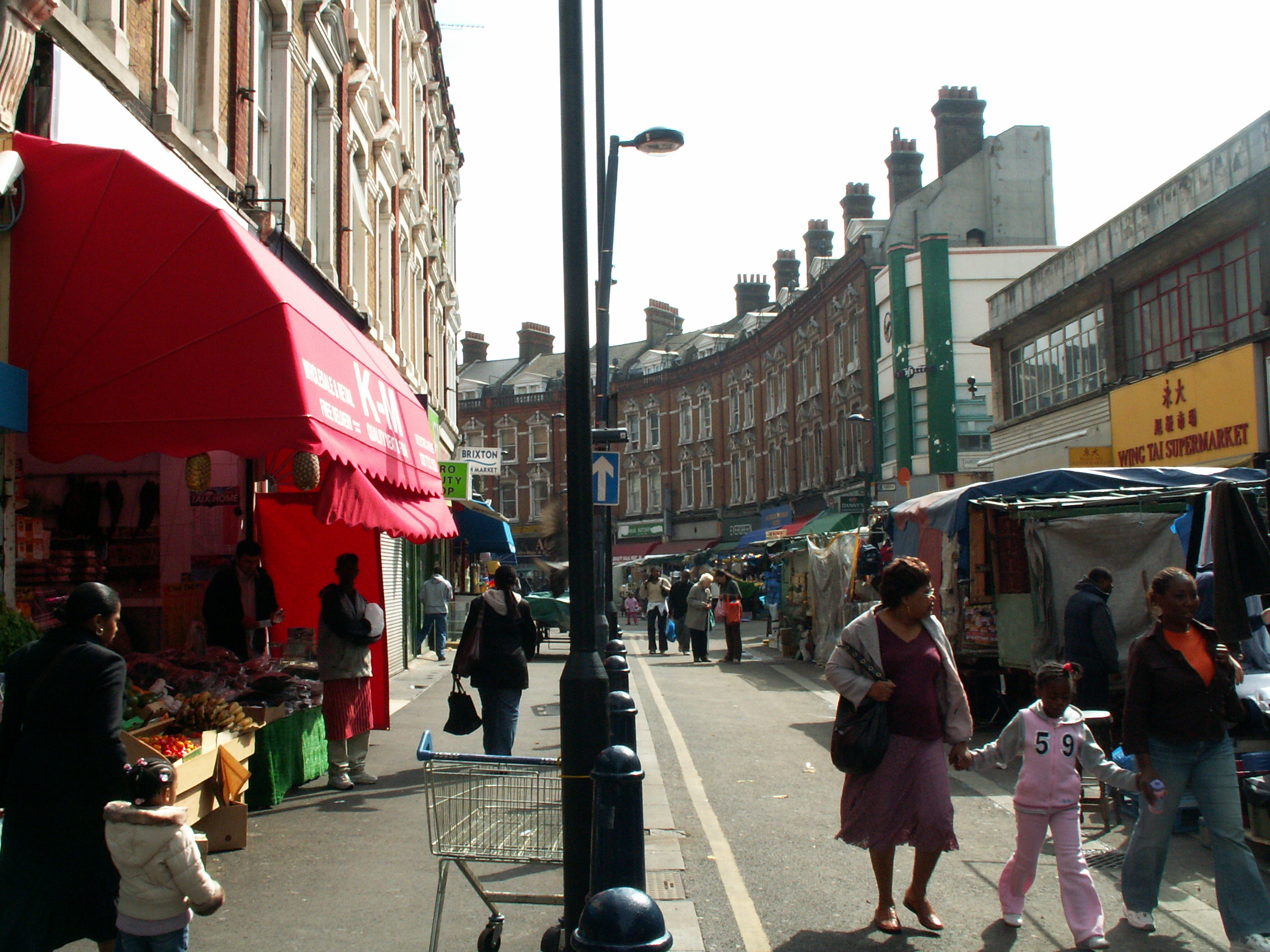
Electric Avenue Market

Brixton är en stadsdel (district) i södra London 5,3 km söder om Charing Cross och är en del av London Borough of Lambeth. Brixton gränsar till Stockwell, Kennington, Camberwell, Tulse Hill och Herne Hill. I Brixton bor det särskilt många med jamaicansk bakgrund och området brukar omtalas som The Soul of Black Britain. Brixton är även den södra slutstationen på Londons tunnelbanas Victoria line. Stationen öppnades 1971.

## Historia
Första omnämnandet är 1067 under namnet Brixistane. Någon bebyggelse här blev det inte förrän i början av 1800-talet. Brixton började utvecklas till förort sedan Vauxhallbron öppnats 1816 som förbättrade förbindelsen med centrala London. En av Londons få bevarande väderkvarnar finns vid Brixton Hill. Från 1860-talet kom Brixton att utvecklas till en medelklassförort. Området fick järnväg till London när Chatham Main Line byggdes. 1880 fick Electric Avenue sitt namn sedan den blivit den första gatan med elektriskt gatuljus. Brixtons befolkning kom sedan att förändras när många ur arbetarklassen flyttade dit. Många åkte också dit för bio, pubar och teater. Brixton hade också tre stora varuhus och blev södra Londons shoppingcentrum.
Brixton bombades under andra världskriget och fick som en följd en svår bostadskris som ledde till urbant förfall. Efter kriget följde sanering av områdena och kommunala bostäder byggdes. Under 1940- och 1950-talet flyttade många irländare och västindier till området. Torget Windrush Square har fått sitt namn efter HMT Empire Windrush som 1948 anlände med den första generationen av jamaikanska immigranter till Storbritannien. 

### Kravallerna på 1980-talet
I april 1981 och september 1985 blommade omfattande upplopp upp i stadsdelen, upplopp som därefter spred sig till andra områden. Brixton hade i början av 1980-talet stora sociala problem med hög arbetslöshet och hög brottslighet. Polisen inledde sin Operation Swamp 81 för att minska brottsligheten på gatan. Civilklädda poliser sattes in och stoppade på fem dagar nästan 1000 personer. Detta ledde till stor irritation och upplopp.

## Brixtonpund
Brixton är känt för den lokala valutan "Brixtonpund" (Brixton pound, B£).
Mall:Infobox currency
Ett första försok med brixtonpundet gjordes vid Transition Town Brixton's "Local Economy Day" on 19 June 2008. Det blev senare lanserat den 17 september 2009 av Transition Town Brixton. Brixtonpundet är en lokal valuta som används som alternativ till sterling. Brixtonpundets första handelsdag var den 18 september 2009, då 80 lokala företag accepterade valutan.
Syfted med brixtonpundet är att gynna lokalekonomin och bygga upp ett ömsesidigt stödsystem mellan självständiga lokala företag genom att knyta lokala konsumenter till lokala affärer och att uppmuntra lokala affärer att sälja lokala varor och tjänster. Brixtonpundet finns i sedelvalörerna B£1, B£5, B£10 och B£20. Sedlarna avbildar kända personligheter med anknytningar till Brixton, som socialaktivisten Olive Morris och miljöaktivisten James Lovelock. Lambeth Council stöder projektet, som New Economics Foundation hjälpte till att utveckla.
Den 29 september 2011, lanserades en elektronisk version av valutan där användarna kunde betala med SMS. En ny upplaga av pappersvalutan lanserades, på vilken avbildades välkända personer med ankytning till Brixton: på B£1-sedeln, Black Cultural Archives grundare Len Garrison; på B£5-sedeln, NBA-basketbollspelaren Luol Deng (avigsidan inspirerades av Ark Evelyn Grace Academy); på B£10-sedeln, David Bowie och på B£20-sedeln Violette Szabo, en hemlig agent under andra världskriget.
Sedlarnas baksidor, som utformats designbyrån This Ain't Rock'n'Roll i Brixton, avbildar kända lokala landmärken, som Stockwell Skatepark, konsten på Electric Avenue, Nuclear Dawn (en av Brixtons muralmålerier), och det Stirling-prizebelönade Ark Evelyn Grace Academy. Samtliga fyra sedlar har grafiska motiv som insipirerats av Southwyck House i Coldharbour Lane (även känt som "Barrier Block").
För att fira Brixtonpundets femte årsdag 2015 fick Turner Prize-belönade Jeremy Deller uppdraget att utforma en B£5-sedel i begränsad upplaga. Den beskrevs som "psykedelisk och politisk"; framsidan med bjärta färger och på baksidan ett citat från Karl Marx Kapitalet ("Capital is money, capital is commodities...By virtue of it being value, it has acquired the occult ability to add value to itself. It brings forth living offspring, or, at the least, lays golden eggs.")
Övriga andra städer i Storbritannien med lokala valutor är bl.a. Bristol, Totnes i Devon, Stroud i Gloucestershire och Lewes i Sussex.

## Kända personer från Brixton
- David Bowie - musiker
- Mick Jones - gitarrist i The Clash
- Paul Simonon - basist i The Clash
- Sharon Osbourne - gift med Ozzy Osbourne
- C. L. R. James - politiker
- Mooji - Andlig lärare/guru
- Dave - Rappare